# Abdelaali Hassani Cherif
Abdelaali Hassani Cherif (en arabe : عبد العالي حساني شريف) est un homme politique algérien né le 1er novembre 1966, originaire de Magra, wilaya de M'Sila, président du Mouvement de la société pour la paix (MSP), un parti politique islamiste modéré.
Il a obtenu un diplôme d'ingénieur d’État en génie civil en 1992 puis une licence en droit administratif en 2004.
Il a été membre de l'Assemblée populaire de la wilaya de M'Sila de 2002 à 2007 et député à l'Assemblée populaire nationale de 2007 à 2012. Il était responsable de l’organisation et de la numérisation au sein du parti puis secrétaire général de son parti, avant de devenir président du MSP en 2023 prenant la relève de Abderrezek Makri.
Il a été choisi par son parti comme candidat pour l’élection présidentielle algérienne de 2024.
Il est père de quatre enfants.